# Okmulgee County
Okmulgee County är ett administrativt område i delstaten Oklahoma, USA. År 2010 hade countyt 40 069 invånare. Den administrativa huvudorten (county seat) är Okmulgee.

## Geografi
Enligt United States Census Bureau har countyt en total area på 1 819 km². 1 805 km² av den arean är land och 14 km² är vatten.

### Angränsande countyn
- Tulsa County - nord
- Wagoner County - nordost
- Muskogee County - öst
- McIntosh County - sydost
- Okfuskee County - sydväst
- Creek County - nordväst